# Keo, Arkansas
Keo, Arkansas (енгл. Keo) град је у америчкој савезној држави Арканзас.

## Демографија
По попису из 2010. године број становника је 256, што је 21 (8,9%) становника више него 2000. године.
| Група             | 2000.       | 2010.       |
| Белци             | 176 (74,9%) | 197 (77,0%) |
| Афроамериканци    | 55 (23,4%)  | 44 (17,2%)  |
| Азијати           | 0 (0,0%)    | 0 (0,0%)    |
| Хиспаноамериканци | 4 (1,7%)    | 14 (5,5%)   |
| Укупно            | 235         | 256         |